# Xiphotheca
Genre
Xiphotheca est un genre de plantes à fleurs dicotylédones de la famille des Fabaceae, sous-famille des Faboideae, originaire d'Afrique du Sud, qui comprend six espèces acceptées.
Toutes les espèces sont endémiques de la région du Cap-Occidental où elle se rencontrent dans la formation du fynbos.

## Étymologie
Le nom générique est formé de deux racines de grec ancien : ξίφος (xíphos), qui signifie « épée », et θήκη (thếkê) qui signifie « boîte » ou « gaine », en référence à la forme de la gousse.

## Liste d'espèces
Selon The Plant List (29 septembre 2018) :
- Xiphotheca canescens (Thunb.) A.L.Schutte & B.-E.van Wyk
- Xiphotheca elliptica (DC.) A.L.Schutte & B.-E.van Wyk
- Xiphotheca fruticosa (L.) A.L.Schutte & B.-E.van Wyk
- Xiphotheca guthriei (L.Bolus) A.L.Schutte & B.-E.van Wyk
- Xiphotheca lanceolata Eckl. & Zeyh.
- Xiphotheca tecta (Thunb.) A.L.Schutte & B.-E.van Wyk